# Ketupa bosonoga
Ketupa bosonoga (Bubo zeylonensis) – gatunek dużego ptaka z rodziny puszczykowatych (Strigidae). Zasiedla centralną, południową i wschodnią Azję, trzykrotnie odnotowana również w Turcji. Niezagrożona wyginięciem.

## Morfologia
Całkowita długość ciała wynosi 50–57 cm, masa ciała ok. 1100 g. Ogon mierzy 20,3 cm, dziób od jego kącików 5 cm, skrzydło 40,6 cm, skok 6,9 cm. Kantarek, pokrywy uszne i boki głowy białe do żółtobrązowego, pokryte ciemnymi paskami. Wierzch ciała rudobrązowy, z czarnymi, szerokimi pasami. Gardło białe. Pióra na brzuchu brązowaworude z czarnym paskiem wzdłuż stosiny oraz cieńszymi w poprzek. Na dużych i średnich pokrywach skrzydłowych białe lub płowe plamy. Lotki i sterówki ciemnobrązowe, z białawymi do brązowych wzorami. Dziób szarozielonkawy, podobnie jak i woskówka; nogi i stopy oraz tęczówki żółte.
Od spodu stopy wyposażone są w zaostrzone łuski, by zwiększyć ich chwytność.

## Zasięg występowania
W zależności od podgatunku ketupa bosonoga zasiedla:
- B. z. semenowi Zarudny, 1905 – Bliski Wschód do północno-zachodnich Indii
- B. z. leschenaulti (Temminck, 1820) – od Indii przez Mjanmę po zachodnią Tajlandię
- B. z. zeylonensis (Gmelin, JF, 1788) – Sri Lanka
- B. z. orientalis Delacour, 1926 – północno-wschodnia Mjanma do południowo-wschodnich Chin, Półwysep Indochiński oraz Półwysep Malajski.

W kwietniu 1990 roku odnotowano ketupę bosonogą w okolicach Adany, zaś w październiku 2004 w okolicach miasta Antalya. W roku 2009 na początku lipca odnotowana została także w górach Taurus (Turcja). Występowała w Izraelu, lecz prawdopodobnie jest tam wymarła.
Środowisko życia stanowią różnego typu lasy w okolicy wolno płynących strumieni. W Chinach spotykana na wysokości 600–1900 m n.p.m., w Tajlandii do 800 m n.p.m.

## Zachowanie

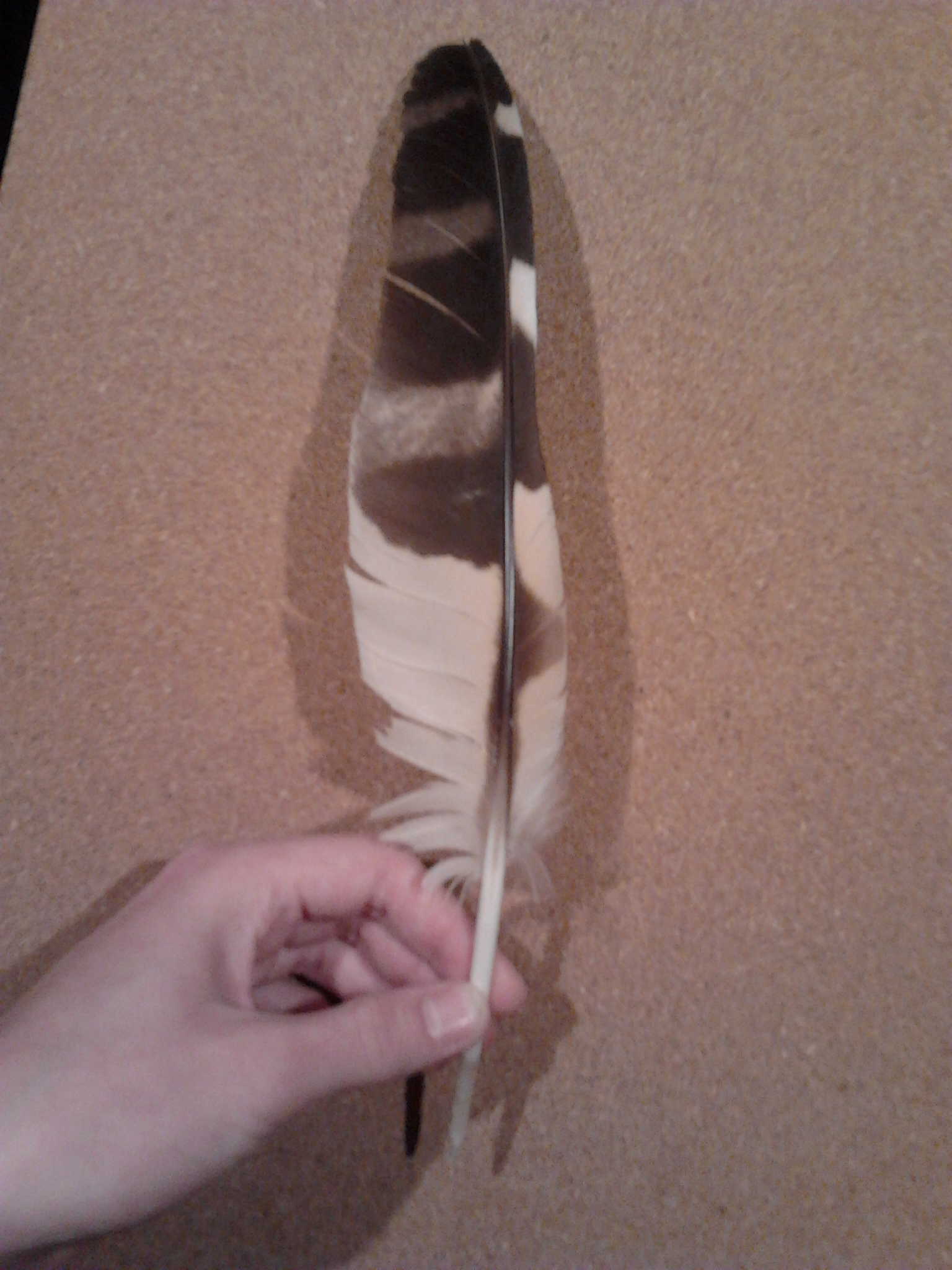
Lotki ketupy bosonogiej nie posiadają charakterystycznego dla sów miękkiego pokrycia

Pożywienie stanowią głównie ryby, skorupiaki oraz płazy. Nieco rzadziej ketupa bosonoga zjada węże, jaszczurki, gryzonie, duże owady oraz ptaki; kilkukrotnie obserwowano zjadanie padliny. Aktywna zarówno o zmierzchu i w nocy, jednakże bywa obserwowana także w dzień, gdy przesiaduje na gałęzi; czyni to szczególnie w pochmurną pogodę. Przebywa samotnie lub parami. W locie dźwięk nie jest tłumiony jak u innych sów, gdyż brak charakterystycznego miękkiego pokrycia lotek.

## Lęgi

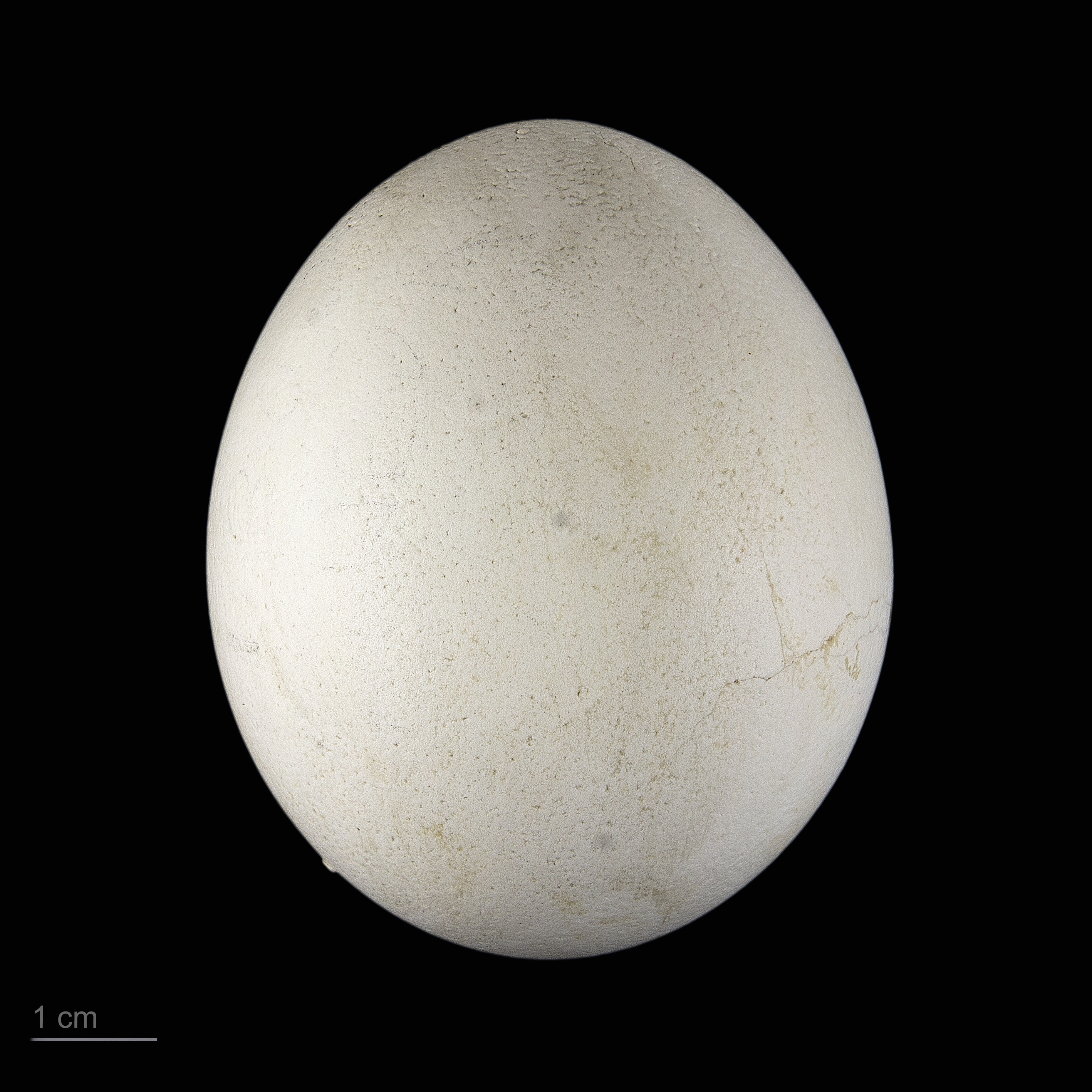
Jajo z kolekcji muzealnej

Okres lęgowy przypada na okres wolny od monsunów, by poziom wody był niższy, co ułatwia znalezienie zdobyczy. Gniazdo mieści się w dziupli lub innym zagłębieniu; może wykorzystywać opuszczone gniazda szponiastych. Kremowe jaja składane w liczbie 1–3 mierzą około 5,3–6 × 4,5–4,8 cm. Inkubacja trwa 34–38 dni, wysiaduje jedynie samica. W trakcie obserwacji pisklęcia w niewoli w Paignton Zoo w wieku 20 dni zaczynało ono się bronić poprzez kłapanie dziobem i syczenie. Po 50 dniach od wyklucia są w pełni opierzone.

## Status
IUCN uznaje ketupę bosonogą za gatunek najmniejszej troski (LC, Least Concern) nieprzerwanie od 1988 roku. Liczebność światowej populacji nie została oszacowana, ale ptak ten opisywany jest jako zazwyczaj niezbyt liczny (uncommon). BirdLife International uznaje trend liczebności populacji za spadkowy ze względu na postępujące niszczenie siedlisk.